# Mount-Lewis-Nationalpark
Der Mount-Lewis-Nationalpark (englisch Mount Lewis National Park) ist ein etwa 275,4 Quadratkilometer großer Nationalpark in Queensland, Australien. Seit 1988 ist er wegen seiner natürlichen Schönheit, Artenvielfalt, Evolutionsgeschichte und als Habitat für zahlreiche bedrohte Tierarten als UNESCO-Weltnaturerbe Wet Tropics of Queensland gelistet.

## Lage
Der Park befindet sich in der Region Far North Queensland und liegt etwa 66 Kilometer nordwestlich von Cairns und 15 Kilometer westlich von Mossman. Im Westen grenzt er unmittelbar an den Daintree- und den Mount-Spurgeon-Nationalpark, im Norden an den Mount-Windsor-Nationalpark. Den einzigen Zugang zum Park hat man über die Mount Lewis Road, die etwa 4 km nördlich von Julatten Richtung Westen abzweigt. Die 28 Kilometer lange, nur für Allradfahrzeuge geeignete Straße ist während der Regenzeit gesperrt.

## Wirtschaft
Vor über 100 Jahren wurde am Mount Lewis begonnen, Zinn und Wolfram abzubauen. In den 1940er Jahren wurde dann die Mount Lewis Road angelegt um die begehrten Roten Zedern (Toona ciliata) und Kauri-Bäume einzuschlagen. Die Straße wurde im Laufe der Zeit immer weiter ausgebaut, erst 1978 wurde in den höheren Lagen die Holzwirtschaft eingestellt, mit der Ausweisung des Weltkulturerbes 1988 auch in den tieferen Lagen.

## Flora und Fauna
Das Gebiet zwischen Mount Lewis und den Atherton Tablelands weist durch die vielfältigen Habitate eine besonders hohe Artenvielfalt auf. Tropischer Regenwald und, in den höheren Lagen ab etwa 900 Meter, Wolkenwald bieten Vögeln, Schlangen, Possums und einigen besonders bedrohten Froscharten wie dem Australischen Wasserfallfrosch (Litoria nannotis) oder dem Gemeinen Nebelfrosch (Litoria rheocola) ein Rückzugsgebiet.